# 薩爾蘭大學
49°15′20″N 7°2′30″E / 49.25556°N 7.04167°E
薩爾蘭大學（德語：Universität des Saarlandes），是德國萨尔州唯一綜合型公立大學，主校園位於首府薩爾布魯根市郊的緩坡之上。创建于1948年，原屬德國的「薩爾地區」，戰後仍以薩爾保護領為名義，由盟軍託管於法國的佔領之中，並未加入西德，該校乃在法國政府與法國南錫大學（2012年已與鄰近各校整併為洛林大學）的支持下設立。目前在校生約有18,100人，教授約290名。

## 简介
薩爾蘭邦位於德法邊境，與法國亞爾薩斯、洛林兩區鄰近，加上德法曾相互佔領的歷史因素，讓薩爾蘭邦具備德法雙語的文化環境。戰後，歐洲統合的意識在歐洲蔓延，具備地理上與文化上優越位置的薩爾蘭大學，乃自1950年起以「歐洲大學」自我期許，並旋於1951年成立 Europa Institut，是全歐第二個以歐洲文化歷史與歐洲政治經濟統合為研究核心的學術單位（僅次於比利時布魯日的 歐洲學院）。
薩爾蘭大學有薩爾布魯根主校區與洪堡校區兩處。位於萨尔布吕肯主校区的法学和電腦科學等专业在全德具有良好的声誉，享譽國際的馬克斯·普朗克學會即選址於薩爾蘭大學成立馬克斯·普朗克電腦科學研究所和馬克斯·普朗克软件系统研究所。而洪堡校区的医学專業研究水平則在德国领先，萨尔州的肿瘤研究数据库中心則位于萨尔布吕肯主校區。
知名校友如台灣民事訴訟法學者陳榮宗、台灣公法學者與政治人物朱武獻，國立中興大學法律學系教授廖緯民、台北醫學大學附設醫院小兒科主任許薰惠。中国大陆則有北京清華大學法學院國際私法與比較法研究中心主任陳衛佐
。德國柏林自由大學公法與歐洲法研究中心主任 Christian Calliess。

## 組織
薩爾蘭大學擁有8個學院：
- 第1學院 - 法律和經濟
- 第2學院 - 醫學、理論醫學和生物科學
- 第3學院 - 人文 I
- 第4學院 - 人文 II
- 第5學院 - 人文 III
- 第6學院 - 自然科學和技術 I
- 第7學院 - 自然科學和技術 II
- 第8學院 - 自然科學和技術 III

## 外部連結
- 薩爾蘭大學網站 （页面存档备份，存于）